# قائمة المكاتب التمثيلية لصوماليلاند

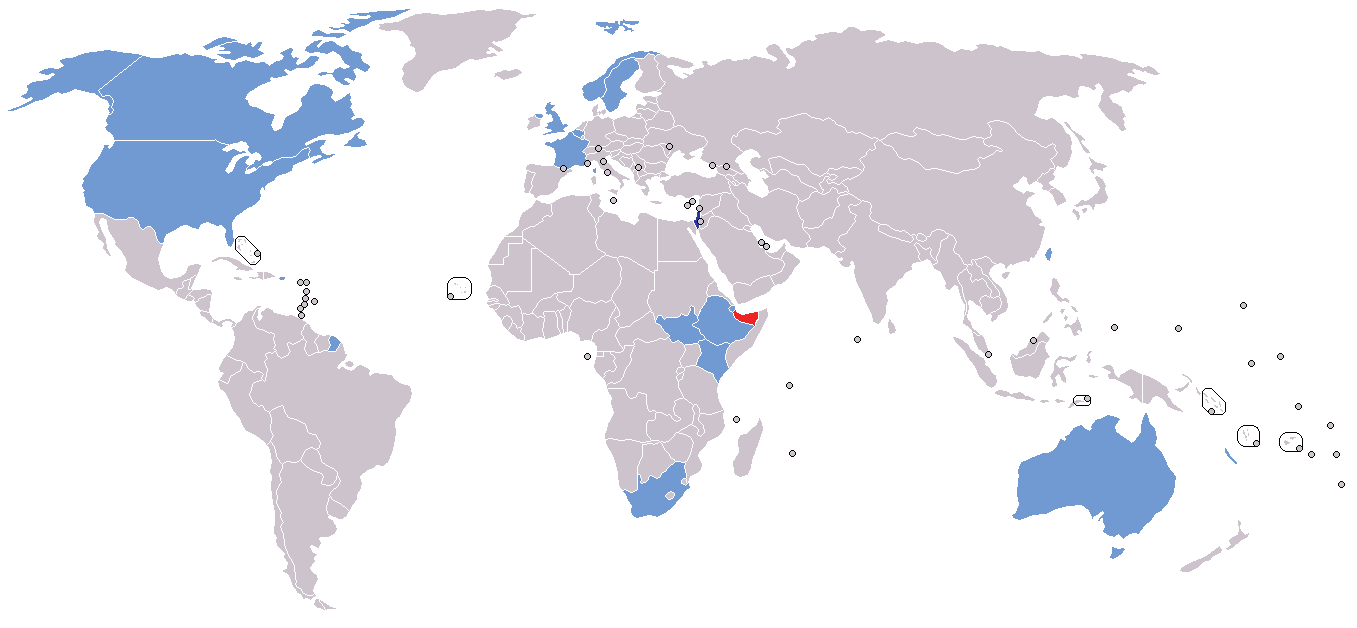
خريطة البعثات الدبلوماسية لأرض الصومال
صوماليلاند

تسرد هذه القائمة المكاتب التمثيلية لأرض الصومال . ألصوماليلاند هي جمهورية مستقلة بحكم الواقع ، لكن استقلالها لا يزال غير معترف به من قبل أي دولة أو منظمة دولية.  تعترف جميع الدول بأرض الصومال كجزء من الصومال . تحتفظ حكومة لصوماليلاند بعلاقات غير رسمية مع بعض الحكومات الأجنبية ولديها شبكة صغيرة من المكاتب التمثيلية في الخارج. لا تتمتع هذه البعثات بوضع دبلوماسي رسمي بموجب أحكام اتفاقية فيينا للعلاقات الدبلوماسية .

## أفريقيا
- جيبوتي
  - مدينة جيبوتي (مكتب تمثيلي)[2]
- مصر
  - القاهرة (ممثل مكتب لفتح)
- إثيوبيا
  - أديس أبابا (مكتب تمثيلي)[3]
- كينيا
  - نيروبي (مكتب تمثيلي)[4]
- جنوب السودان
  - جوبا (مكتب تمثيلي)
- تنزانيا
  - دودوما (مكتب تمثيلي)

## الأمريكتان
- كندا
  - أوتاوا (مكتب تمثيلي)[2]
- الولايات المتحدة
  - واشنطن العاصمة (مكتب تمثيلي)

## آسيا
- المملكة العربية السعودية
  - الرياض (مكتب تمثيلي)[2]
- تايوان
  - تايبيه (مكتب تمثيلي)[5][6]
- الإمارات العربية المتحدة
  - أبوظبي (مكتب تمثيلي)
- اليمن
  - صنعاء (مكتب تمثيلي)

## أوروبا
- بلجيكا
  - بروكسل (مكتب تمثيلي)[2]
- فرنسا
  - باريس (مكتب تمثيلي)[7]
- هولندا
  - أمستردام (مكتب تمثيلي)
- النرويج
  - أوسلو (مكتب تمثيلي)
- السويد
  - ستوكهولم (مكتب تمثيلي)[8]
- تركيا
  - أنقرة (مكتب تمثيلي)
- المملكة المتحدة
  - لندن (مكتب تمثيلي)

## أوقيانوسيا
- أستراليا
  - كانبيرا (مكتب تمثيلي)[2]